# کولمبروده
کولمبروده (به لهستانی:  Kolembrody) یک روستا در لهستان است که در گمینا کومارووکا پودلاسکا واقع شده‌است. کولمبروده  ۵۳۸ نفر جمعیت دارد.